# Пам'ятник Миколі Міхновському (Турівка)
Па́м'ятник Миколі Міхновському в с. Турівка — український політичний і громадський діяч, адвокат, публіцист, перший ідеолог українського націоналізму та організатор війська.

## Передісторія
Пам'ятник Миколи Міхновського освятив священник УПЦ КП о. Олег зі Згурівки, відбувся мітинг, який відкрив сільський голова Турівки Валентин Волочнюк. Промовці голова ОУН(д) Павло Дорожинський, Осип Барецький з Німеччини, голова історичного клубу «Холодний Яр» Роман Коваль, голова "Руху" Василь Куйбіда, автор погруддя Дмитро Чуб, заступник голови СОУ Сергій Литвин, Анатолій Доценко, краєзнавець Олег Гаврильченко з Лубен та інші відзначали, що відкриття пам'ятника на малій батьківщині Міхновськоготє одним з чергових кроків до повернення історичної пам'яті про цю видатну постать в історії України. Як правник, він захищав не тільки права окремих українців, а права всієї української нації.
По завершенню мітинга у місцевій школі відбулася науково-практична конференція, присвячена 140-річчю від дня народження Миколи Міхновського. Головну доповідь виголосив професор Запорізького національного університету Федір Турченко, автор монографії «Микола Міхновський: життя і слово». Промовляли також Павло Дорожинський, Осип Барецький, Василь Куйбіда, Роман Коваль, Тетяна Конончук, Сергій Литвин, Анатолій Доценко, представники партійних осередків «Наша Україна», «Українська Народна партія», «Конгрес Українських Націоналістів», ВО «Свобода», «Українська партія», громадські діячі та літератори.
З метою глибокого вивчення наукової спадщини і практичної діяльності великого українця та достойного увічнення його пам'яті учасники конференції прийняли ряд рекомендацій. Зокрема, враховуючи величезне знаення ідей автора знаменитої «Самостійної України» у справі становлення українського державотворення, проголосити 2013 рік роком Миколи Міхновського з внесенням відповідних змін у наукові та навчальні плани державних науково-дослідних та навчальних закладів України; проводити щорічно наукові конференції «Турівські читання»; звернутися до міськрад Києва, Харкова та Полтави з пропозицією перейменувати одну з вулиць його іменем та встановити йому пам'ятник.
Шнобливе ставлення турівчан до свого земляка, засвідчила кількість учасників мітингу та переповнена зала конференції, центральна вулиця його імені, меморіальна дошка та портрет у холі школи, куточок у шкільному музеї та пам'ятник, встановлений 5 квітня 2013 року.
Микола Міхновський повернувся до рідної Турівки і його тепло зустріли земляки.

## Культурна композиція
Ініціатором встановлення пам'ятника виступив професор Анатолій Доценко. Кошти на монумент збирались Згурівською сільською радою, керівництвом ОУН(д) та частково Турівською сільською радою. Постамент для погруддя виготовив та встановив приватний підприємець зі Згурівки Станіслав Бондаренко. Кошти на постамент виділив народний депутат Сергій Міщенко.